# 파보리누스
파보리누스(Favorinus)는 고대 로마의 철학자이다. 신아카데미파의 회의론자이며, 여러 개의 저술서가 있다고 하나 전해지지 않는다.